# Áurea Carolina
Áurea Carolina de Freitas e Silva (Tucuruí, 20 de novembro de 1983) é uma ativista e política brasileira. Foi eleita vereadora de Belo Horizonte pelo Partido Socialismo e Liberdade (PSOL) em 2016 com a maior votação da câmara municipal, e eleita deputada federal em 2018. É ativista das lutas pela inclusão das mulheres, da juventude e da população negra. Em abril de 2022, anunciou que não concorreria para a reeleição na Câmara dos Deputados e se desfiliou do seu partido.

## Política
Áurea começou sua movimentação política por meio coletivo de hip-hop "Hip Hop Chama", o qual, segundo ela, surgiu para "aliar o fazer artístico com o pensamento crítico, nas quebradas e em toda a cidade". Participou do grupo de rap "Atitudes de Mulher".
Áurea graduou-se em ciência política pela Universidade Federal de Minas Gerais (UFMG), realizando também uma especialização em "Gênero e Igualdade" pela Universidade Autônoma de Barcelona.

### Mandato de vereadora
Áurea foi a vereadora mais bem votada já em seu primeiro mandato parlamentar em Belo Horizonte, nas eleições de 2016, com 17 420 votos, alcançando a maior votação para a Câmara Municipal da capital mineira dos últimos doze anos e tornando-se a mulher com maior número de votos da história da cidade. Elegeu-se por meio da campanha coletiva promovida pela movimentação municipalista e cidadã "Muitas pela Cidade que Queremos". Em entrevista ao O Tempo, quando questionada sobre votação recorde, respondeu que estava "maravilhada, muito feliz e muito empolgada. Acredito que vamos fazer um mandato de luta, junto com os movimentos sociais, com a maioria da população da cidade, para defender os direitos que apresentamos na nossa campanha. São fundamentais para o empoderamento das mulheres, a população negra, a juventude e a população LGBT."
Ao lado da vereadora Cida Falabella (também do PSOL), iniciou uma experiência inédita de mandato coletivo, ao qual deram o nome de "Gabinetona". As duas trabalharam com uma equipe única, em um espaço sem divisórias na Câmara Municipal de BH, em colaboração com ativistas da cidade.
Renunciou ao mandato na Câmara Municipal na tarde do dia 9 de novembro de 2018, para se preparar ao novo cargo na câmara federal em 2019. Em seu lugar no legislativo municipal tomou posse Bella Gonçalves, em 13 de novembro, primeira suplente da coligação. Bella Gonçalves já era integrante da Gabinetona e deu continuidade ao trabalho compartilhado com Cida Falabella.

### Mandato de deputada federal
Apresentou sua candidatura à Câmara dos Deputados nas eleições de 2018. Elegeu-se com 162 740 votos, a quinta maior votação do estado, tornando-se a primeira deputada federal do PSOL eleita em Minas Gerais.
Em abril de 2022, anunciou que não concorreria para a reeleição na Câmara dos Deputados. No anúncio publicado nas redes sociais, explicou que: "O tempo de recolhimento me permitiu refletir sobre minha trajetória, rever prioridades e ouvir o meu coração. Entendi que é momento de concluir a tarefa pública que assumi com imensa responsabilidade, confiada a mim por milhares de pessoas, e fazer uma pausa de volta para casa." Esclareceu ainda que irá cumprir "o mandato até o fim, com alegria política e a certeza de que mais de nós ocuparemos cada vez mais os espaços de poder".
Em junho de 2023, narrou à Revista Piauí à decisão de não se candidatar à reeleição.

### Eleições de 2020
Áurea Carolian se lançou pré-candidata à prefeitura de Belo Horizonte através do manifesto "Juntas pela Democracia e Contra o Fascismo". Na ocasião, contou com o apoio de políticos, artivistas e intelectuais como a deputada estadual do Rio Mônica Francisco (RJ), Sônia Guajajara, Djamila Ribeiro, Silvio Almeida, Vilma Reis, Vladimir Safatle, Laura Carvalho, Jean Wyllys, Marcia Tiburi, Petra Costa, Bela Gil, Maria Gadu, Emicida, Leoni e Wagner Moura. A professora Duda Salabert desistiu de uma campanha própria, e apoiou Áurea e sua "frente ampla progressista".
Sua candidatura foi oficializada durante a convenção do partido em 31 de agosto. Áurea liderou a chapa Frente de Esquerda BH Socialista, formada pelo PSOL, pelo Partido Comunista Brasileiro (PCB) e pelo recém formado Unidade Popular (UP), tendo Leonardo Péricles do UP como vice. Numa entrevista, disse que a retomada às aulas, "como era antes da pandemia", só se daria "depois da universalização da vacina e com muito diálogo com a comunidade escolar".
Terminou a disputa em quarto lugar, com 103 115 votos, 8,33% dos votos válidos, no pleito vencido em primeiro turno por Alexandre Kalil.
Em 14 de novembro, foi indicada à equipe de transição do novo governo Lula, na área de Cultura. Na ocasião, Áurea relembrou sua atuação na Comissão de Cultura da Câmara, onde atuou "com firmeza no enfrentamento à censura, no socorro ao setor cultural na pandemia, pela descentralização e aprimoramento do fomento e pela valorização da cultura viva, das artes, das culturas negras e periféricas, do patrimônio e dos povos e comunidades tradicionais". Disse ainda que a eleição de Lula foi o primeiro passo da reconstrução da cultura no país. Em dezembro, disse que o governo Bolsonaro havia deixado um "cenário de terra arrasada", destacando especialmente a situação da Fundação Palmares: "Houve uma visita técnica em Brasília e as instalações estão caindo aos pedaços, paredes sem revestimentos, salas sem fios, móveis empilhados e acervos históricos jogados às traças. Não tenho nem palavras para descrever o nível de abandono. Isso revela como o racismo estrutural foi parte da política de Bolsonaro no sentido de atacar a memória”.

## Condecorações e prêmios
Em março de 2019, foi anunciada pela Most Influential People of African Descent (Mipad), como uma das 100 pessoas jovens negras mais influentes do mundo na área de política e governança. Em novembro de 2022, a Câmara dos Vereadores de BH concedeu-lhe o grande colar do mérito legislativo.